# Peinture murale

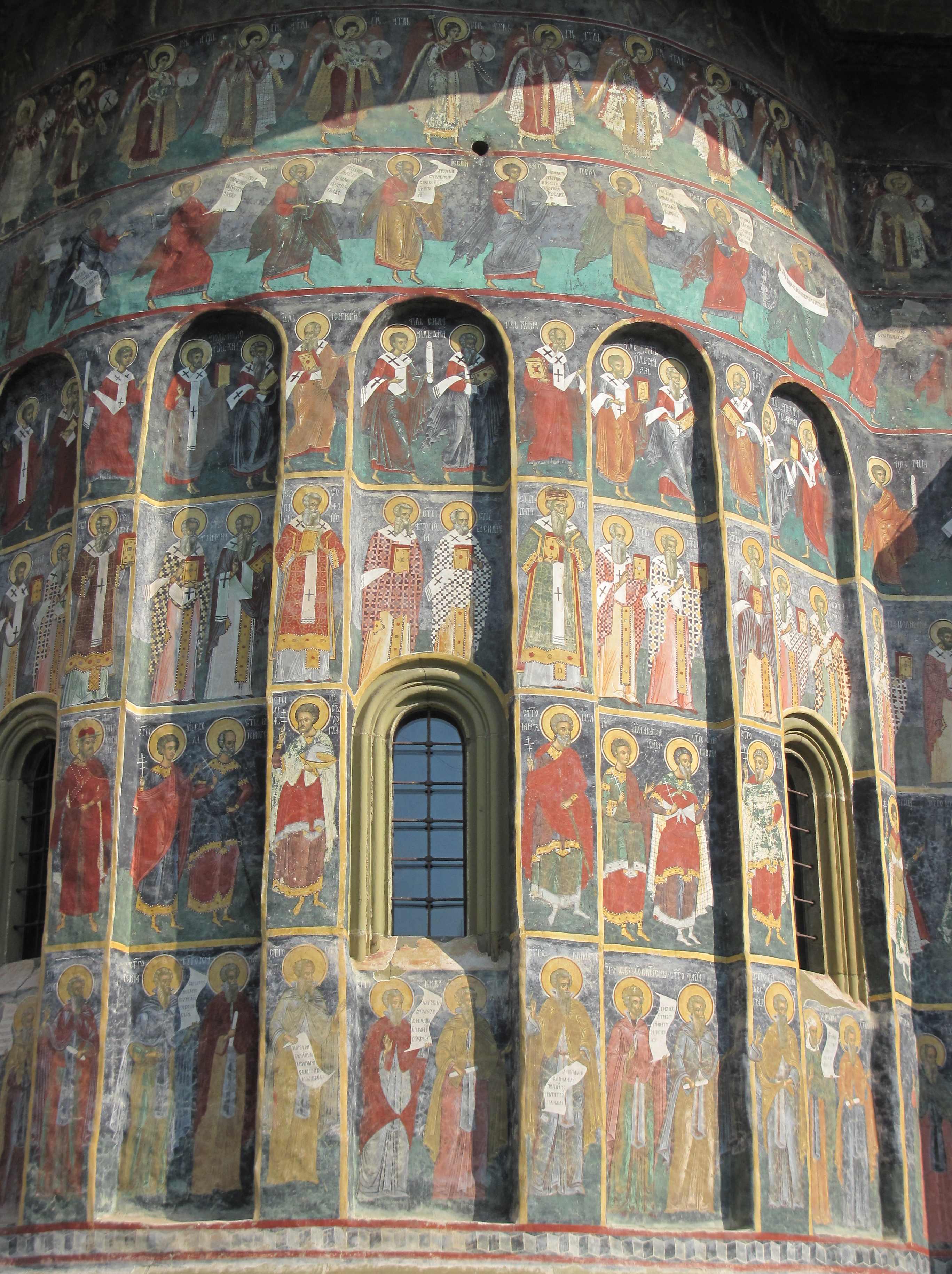
Monastère de Suceviţa en Roumanie. L'église est inscrite sur la liste du patrimoine mondial de l'UNESCO.

La peinture murale est une peinture monumentale dont le support est un mur intérieur ou extérieur, une voûte ou un plafond, par opposition à la peinture de chevalet qui est transportable. Cette peinture est en relation avec l'architecture. L'artiste-peintre qui se spécialise dans cet art est appelé « peintre muraliste ».
La fresque est une technique historique importante de peinture murale dans laquelle l'artiste applique la couleur très rapidement sur un enduit de chaux encore frais, technique dite a fresco en italien. La peinture murale classique est réalisée a secco (sur un enduit sec). Par métonymie, le langage courant désigne par « fresque » la peinture murale en général et tout ouvrage de grandes dimensions. La peinture à l'huile, qui domine la peinture classique, peut s'appliquer sur des murs spécialement préparés.
Au XXIe siècle, la plus grande partie de la peinture murale se trouve en extérieur, dans les créations plus ou moins éphémères de l’art urbain.

## Généralités

### Définition
La peinture sur des murs, tant intérieurs qu'extérieurs, semble avoir existé dès qu'il y a eu des murs ; certains la font remonter à l'art pariétal préhistorique (Béguin).
Les hommes ont toujours cherché à peindre sur les murs, que ce soit pour des raisons religieuses, esthétiques ou mercantiles.
Dans l'ensemble, et d'autant plus qu'elles sont monumentales, les peintures murales sont à peu près inamovibles. Il y a lieu de distinguer les peintures décoratives de celles qui font intégralement partie de l'architecture de l'édifice (Stephanaggi 1997), comme les ouvertures en trompe-l'œil ou la quadratura des plafonds.
La peinture murale a son esthétique propre, qui la différencie de la peinture de chevalet. D'une part, la perspective peut être contrainte par la position de la peinture dans l'architecture, comme dans le cas des plafonds, ou du mur d'une pièce dans laquelle on ne peut reculer assez pour voir la peinture d'un coup d'œil. Certains choisissent de nier le mur, et d'organiser, à sa surface, un espace imaginaire ; d'autres préservent son évidence.

### Techniques
Les techniques de peinture murale varient selon les lieux et les époques. L'artiste utilise les matériaux disponibles à son époque ; mais alors que l'art médiéval respecte scrupuleusement les méthodes apprises dans les traités de l'Antiquité, le XIXe siècle valorise la nouveauté et l'expérimentation avec les produits qu'invente la chimie (Stephanaggi 1997).
Les techniques anciennes se divisent entre celles sur enduit humide, fresque et fresque à la chaux, et celles sur enduit sec, à la chaux, à la détrempe et à l'huile (Stephanaggi 1997). La peinture moderne utilise aussi les liants résine et notamment les aérosols.

### Conservation
Les peintures sont moins solides que les murs sur lesquels elles sont peintes. Inamovibles, elles sont difficiles à entretenir. Depuis le milieu du XIXe siècle, les efforts de restauration se basent sur le report de leur dessin sur un calque qui peut épouser le contour des voûtes, la copie réduite de ce calque et sa mise en couleurs à l'aquarelle. La photographie permet, au XXe siècle, l'enregistrement d'un état des lieux depuis divers points de vue.

## Histoire
Jusqu'à une époque récente, l'histoire de la peinture murale est surtout celle de la peinture murale intérieure. Les peintures extérieures, soumises aux intempéries, ne se conservent pas sans des soins d'entretien pratiquement constants.

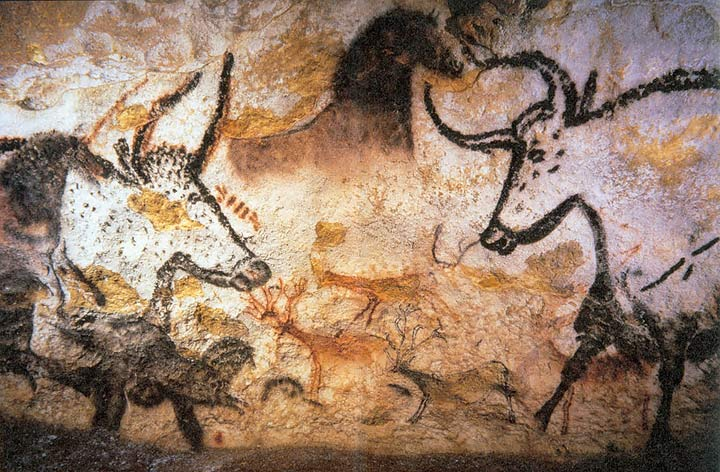
Peinture pariétale : grotte de Lascaux (17 000 ans).
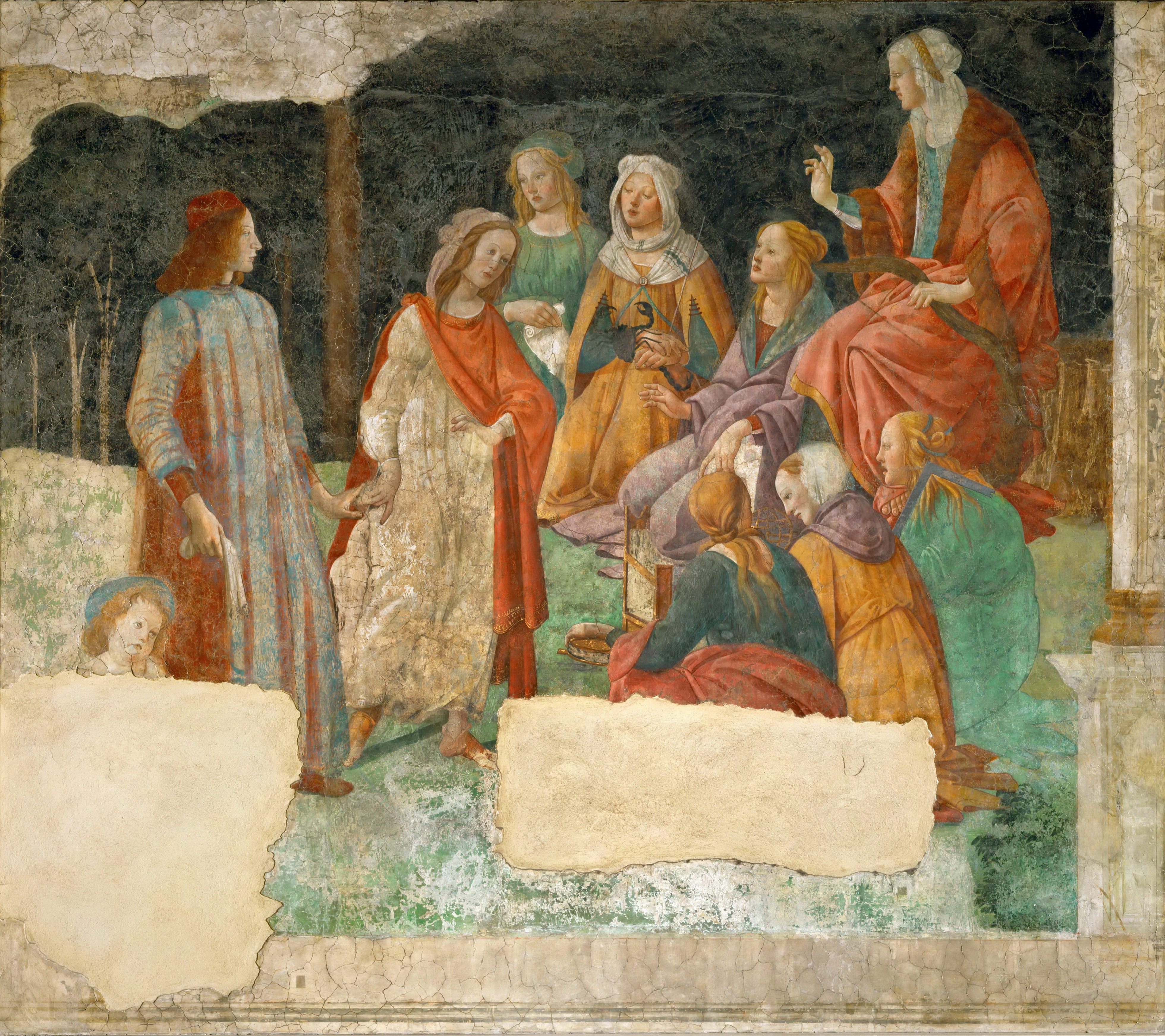
Fresque de Botticelli (vers 1484).
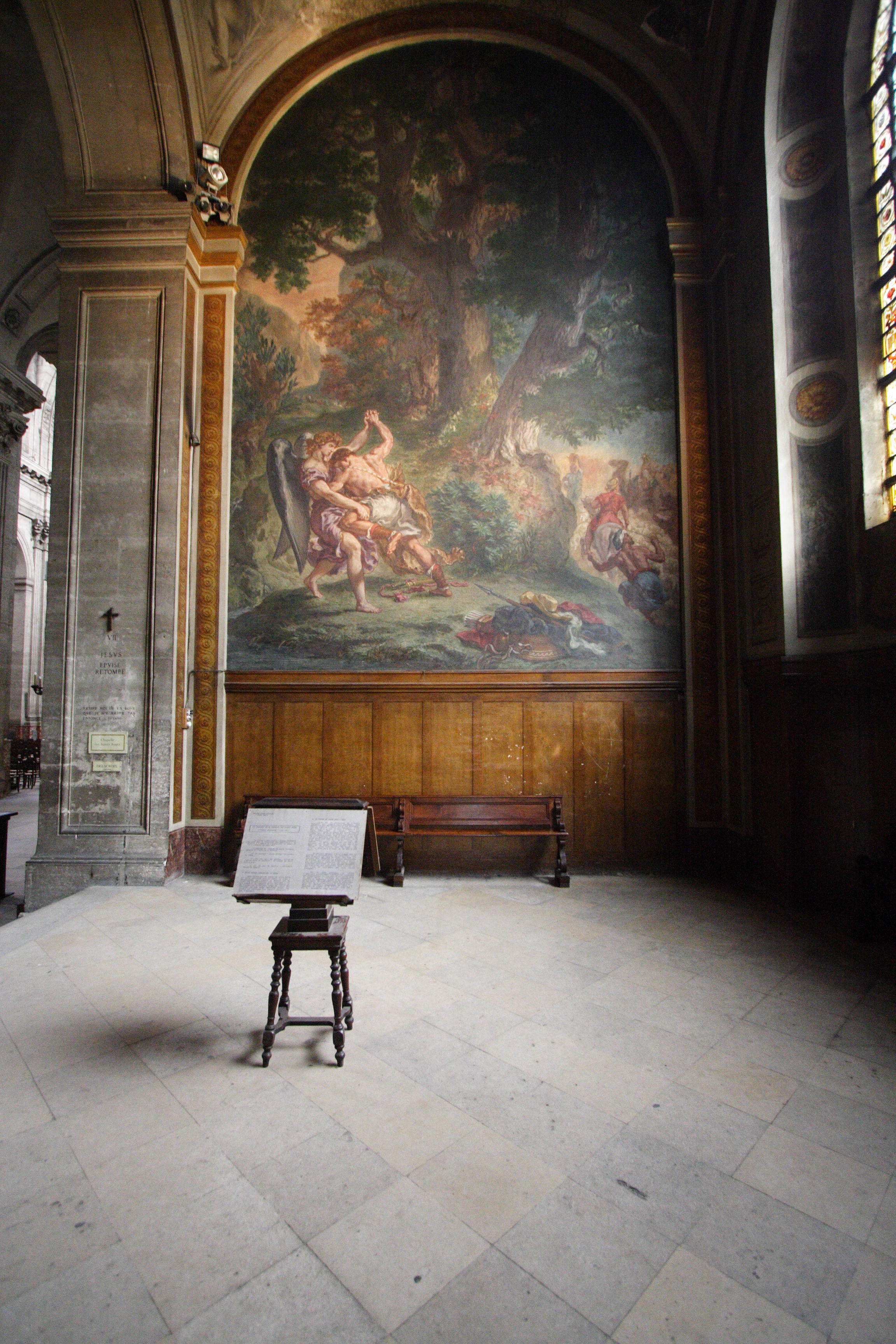
Peinture murale par Delacroix dans l'église Saint-Sulpice de Paris (1861).
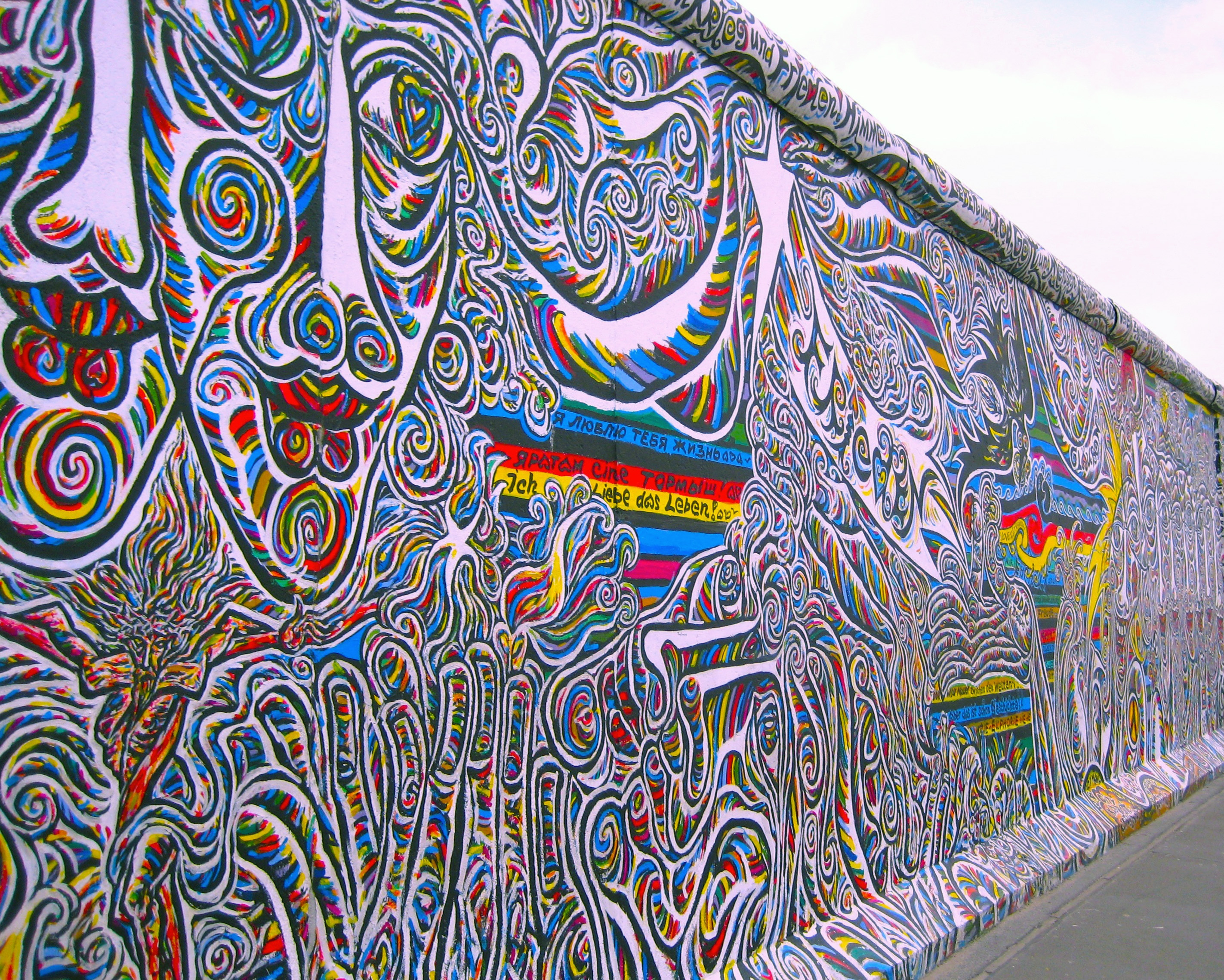
Art urbain : peinture sur l'ex-mur de Berlin (2012).

### Antiquité
Il ne reste que des traces des peintures murales grecques antiques, connues par la littérature. Des peintures murales romaines ont subsisté à Pompéi et Herculanum. Certaines ont été détachées et conservées aujourd'hui dans des musées, comme Pain et figues, aujourd'hui au Musée archéologique national de Naples qui provient d'Herculanum.

### Peinture murale classique

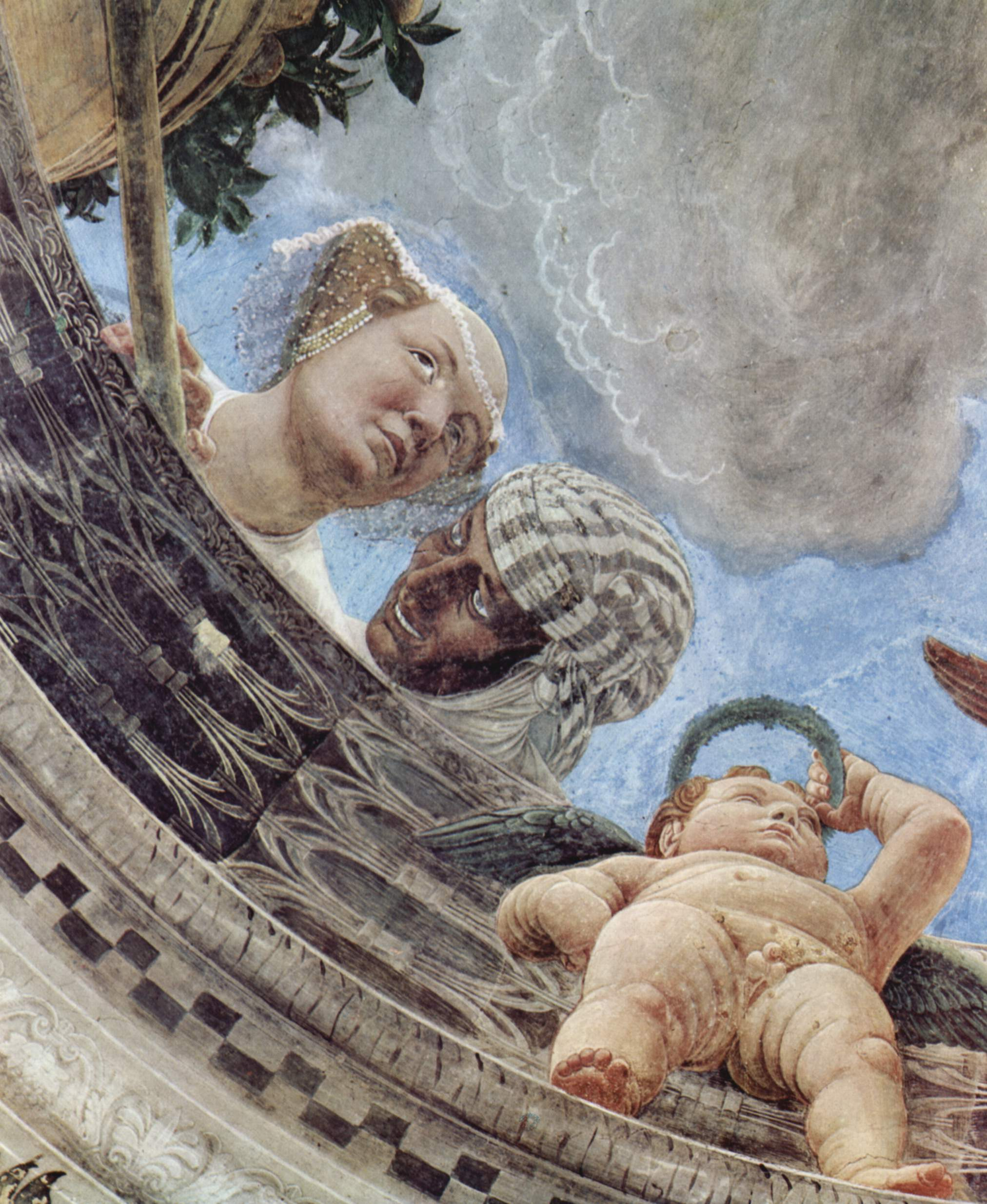
Faux oculus a fresco, peinture plafonnante de La Chambre des Époux, palais ducal de Mantoue, Andrea Mantegna (1474).

La peinture murale classique ne se distingue des autres peintures que par son support. Qu'elle soit peinte à fresque ou à l'huile, elle est réalisée à l'initiative des autorités qui gouvernent les murs ou les plafonds, municipales, ecclésiastiques, étatiques ou privées.
La peinture murale témoigne des préoccupations de chaque époque, art public ou privé, laïque ou religieux, populaire ou élitiste, jouant un rôle social, voire politique.
Au Moyen Âge, « […] une église… n'était jamais considérée comme achevée tant que la pierre, matériau terrestre, n'avait pas été masquée par un revêtement peint digne de la « Maison de Dieu » ». À cette époque, les églises étaient recouvertes intérieurement et extérieurement de peintures murales, au contraire du principe des pierres apparentes mis en pratique depuis la Renaissance. Au XIXe siècle, Ludovic Vitet le fait remarquer, et Prosper Mérimée défend l'idée de leur conservation et la met en œuvre dans l'église abbatiale de Saint-Savin.
Mérimée propose aussi des lignes directrices pour les commandes publiques de peinture murale. De nombreux édifices religieux et civils construits au XIXe siècle sont ornés de peintures murales (Stephanaggi 1997). Horace Vernet peint le plafond de la Salle des Pas-perdus du Palais-Bourbon, Eugène Delacroix ceux de la bibliothèque et ceux de celle du Palais du Luxembourg, ainsi que les murs d'une chapelle de l'église Saint-Sulpice de Paris.

### Muralisme mexicain
Le muralisme mexicain est un courant artistique des années 1920 inspiré par la peinture murale de la civilisation précolombienne et porté par les revendications sociales qui ont accompagné la révolution mexicaine de 1910.

### Art urbain

Mur Peint, Paris. Une réalisation Dauphin.

On appelle « art urbain » les peintures murales contemporaines réalisées en extérieur, pour agglomérer aux productions artistiques reconnues par les institutions ou le marché de l'art celles issues de volontés individuelles, sans vouloir distinguer le graffiti politique, narcissique ou obscène de réalisations monumentales dans les mêmes lieux. Appropriation de l'espace public, l'art urbain a fait l'objet de règlements depuis des temps reculés ; il est ainsi interdit de graver son nom sur les parois d'un monument, les enseignes et le collage d'affiches sont soumis à des autorisations. Au XIXe siècle, l'essor de la publicité entraîne l'emploi d'artistes pour peindre des images de réclames sur les murs aveugles. La romancière Irène Frain note au sujet des murs peints que « leur poésie quotidienne piège et captive durablement le regard du citadin ». La publicité murale entraîne le paiement d'une taxe, qui finira, au XXe siècle par en libérer les murs. En France, les affichages de la famille Dauphin fondés en 1921 par Eugène A. Dauphin, popularisent le mur peint. À la Libération, son fils Jacques Dauphin placarde les affiches de la Libération de Paris dans la capitale française. En 1947, en raison de la conduite d'Eugène Dauphin (alias le « Colonel Duc » dans la Résistance), ce dernier obtient la concession des murs et des terrains en friche de la ville de Paris. De nombreuses réalisations Dauphin sont ainsi créées en collaboration avec des artistes tout au long du XXe siècle.
À partir des années 1970, des artistes peignent sur ces surfaces libres en Europe et en Amérique. Invoquant la volonté de sortir des musées et des lieux privés pour s'adresser à l'homme de la rue, ces artistes cultivent des thèmes et des styles populaires, souvent liées à des revendications sociales. Les autorités le traitent comme graffiti quand il n'est pas autorisé, et pour cette raison, les peintres sont anonymes ou s'abritent sous un pseudonyme. En 1967, Bill Walker entreprend à Chicago le monumental Wall of Respect qui provoque une flambée de réalisations murales.
Les municipalités ou les propriétaires immobiliers promeuvent et financent des ouvrages de peinture murale, le plus souvent sur des murs aveugles, dans le but d'améliorer le paysage urbain.
En 1975, Maurice Cazeneuve, Jacques Dauphin, Christian Chavanon, Paul Delouvrier, Georges Elgozy, Roger Excoffon, Abraham Moles, ou encore André Parinaud fondent l'Académie Nationale des Arts de la Rue (ANAR), pour promouvoir les arts de la rue.
Sur des sites où la peinture murale non officielle est tolérée, comme au XXe siècle sur le Mur de Berlin, dont subsiste un tronçon de 1 300 m, l'East Side Gallery, les œuvres sont attribuées. Dans les années 1990, afin d'endiguer la prolifération des graffitis, le conseil municipal de Philadelphie, décida de céder quelques murs aux tagueurs. En 1981, Agnès Varda a réalisé un documentaire sur les peintures murales de Los Angeles : Murs, murs.

## Dans le monde

### Allemagne
Le Mur de Berlin, construit à l'époque de la guerre froide, en 1961, pour séparer Berlin-Est de Berlin-Ouest, a été le support de nombreuses peintures, qui contestaient notamment sa présence. Après sa destruction en 1989, la majeure partie du mur a disparu, mais des fragments ont été conservés par des particuliers (les Mauerspecht (de), « casseurs de mur »), par l'État allemand et par d'autres pays (Parlement européen à Bruxelles ; forEt Langley de la CIA aux États-Unis ; Centre de commerce mondial, à Montréal).
Le reste le plus connu du Mur est situé le long de la Sprée, entre la gare de l'Est et le pont de l'Oberbaum. Ce n'était pas une partie du mur externe, mais de ce que l'on a appelé le mur de l'arrière-pays, qui séparait la zone frontalière de la RDA avec Berlin-Est. En 1990, il a été transformé par des artistes internationaux en « East Side Gallery » et classé monument historique. Il n'y avait pas de mur extérieur à cet endroit, car la frontière était située sur la rive opposée de la Sprée.
Un autre fragment du mur (réel) se trouve le long de la Niederkirchnerstraße, dans le district centre, à proximité de la chambre des députés de Berlin. Il a aussi été classé monument historique en 1990.
Un style particulier de peinture murale, Lüftlmalerei, propre à la Bavière surtout, consiste en une décoration parfois en trompe-l'œil de façades.
Installé en Allemagne de l'Est de 1968 jusqu'à sa mort, le peintre républicain espagnol exilé Josep Arnau y importe les techniques du muralisme mexicain, réalisant notamment trois grandes œuvres monumentales à Halle, dans le quartier de Halle-Neustadt.

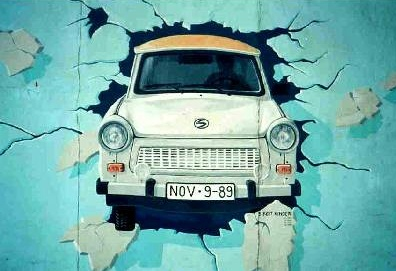
Une Trabant passant le mur de Berlin.
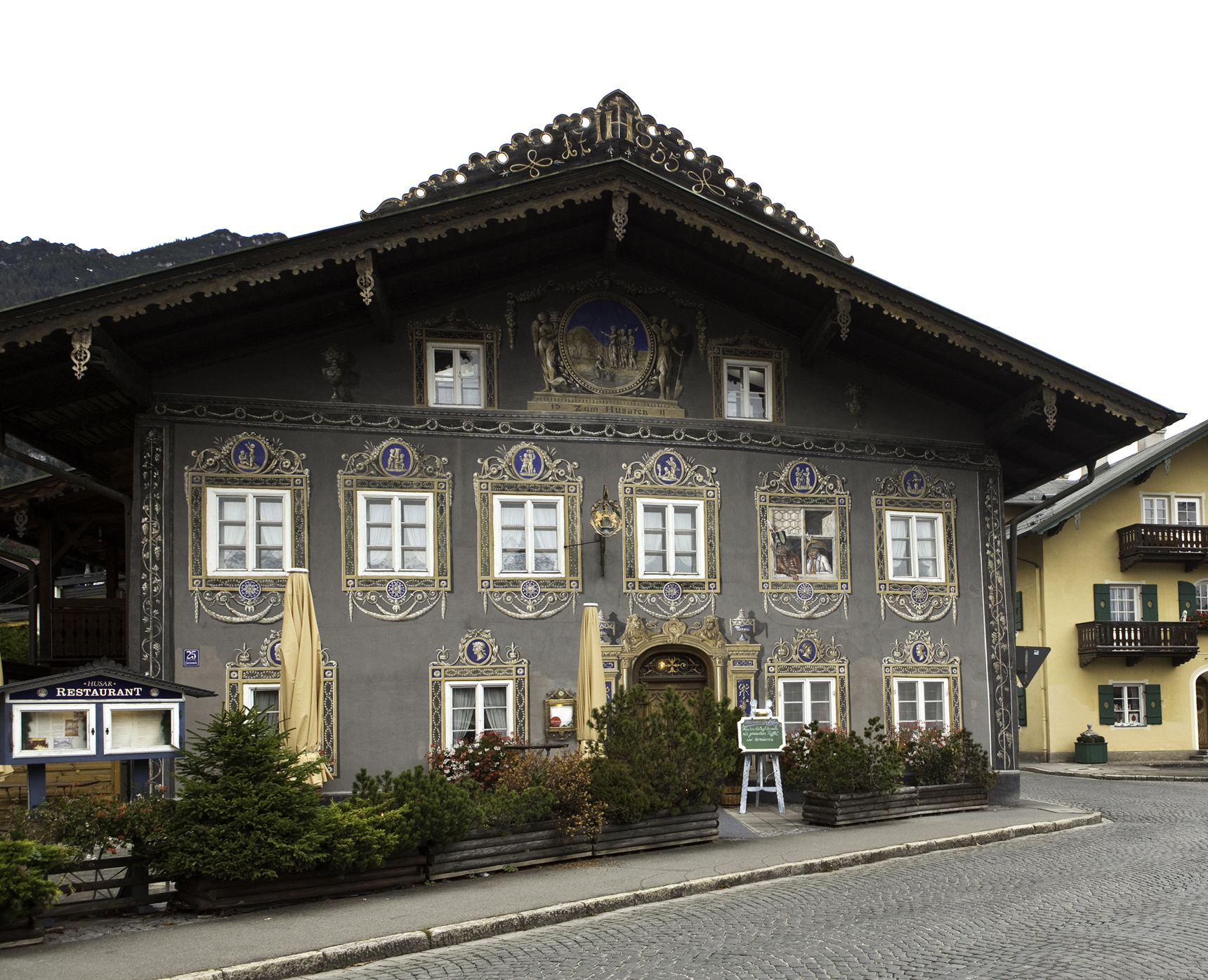
Façade du restaurant Zum Husaren, à Garmisch-Partenkirchen.

### Grande-Bretagne
Dans les années 1920, des artistes passés par le Royal College of Art et la Central School of Arts and Crafts, tels que Eric Ravilious, Edward Bawden (en), Tirzah Garwood (en), Charles Mahoney (1903-1968), exécutent de nombreuses œuvres murales à Londres ou dans la campagne.
L'artiste Banksy réalise, sans autorisation, des pochoirs, des peintures qui expriment ses opinions sur les murs des villes britanniques et d'Amérique du Nord.

### Belgique
Louvain-la-Neuve accueille plusieurs œuvres de peintures murales monumentales, notamment de Roger Somville, Claude Rahir, Guillaume Bottazzi, Irie Tatsuya, Roxana Alvarado, Paul Neeffs, Jean-Marc Collier, Francisco Rivero, François Schuiten, Frank Pé, Thierry Bosquet, sans compter des reproductions monumentales de peintures de Paul Delvaux.
À Bruxelles, on a la fresque Les Jeux et Jouets du Monde réalisée par Inêz Oludé de Silva. Il s'agit d'une scène grandiose, ludique et attrayante, étalée sur 50 m2, dans laquelle des enfants de différentes nationalités jouent aux jeux et jouets du monde. Les jeux montrés sont plus au moins connus des enfants du monde entier, comme la marelle, le saut à la corde, les bulles de savon, les échasses, les billes, le cerf-volant, le football, la capoeira et des jouets de toutes sortes. Les enfants sont dans la lumière solaire (fond jaune), souriants, joyeux, comiques et en perpétuel mouvement. Roger Somville a réalisé également à Bruxelles une peinture monumentale de 600 m2 dans la station de métro Hankar, intitulée Notre temps. Claude Rahir a réalisé une grande fresque sur l'histoire de la médecine dans le hall d'entrée de l'Hôpital Saint-Jean, boulevard Botanique, et une seconde sur le thème du cosmos dans la chapelle multi-confessionnelle de cet hôpital. Dans le quartier Européen, place Jourdan, Guillaume Bottazzi a réalisé en 2015 un tableau abstrait de 17 mètres de haut par 8 de large,.

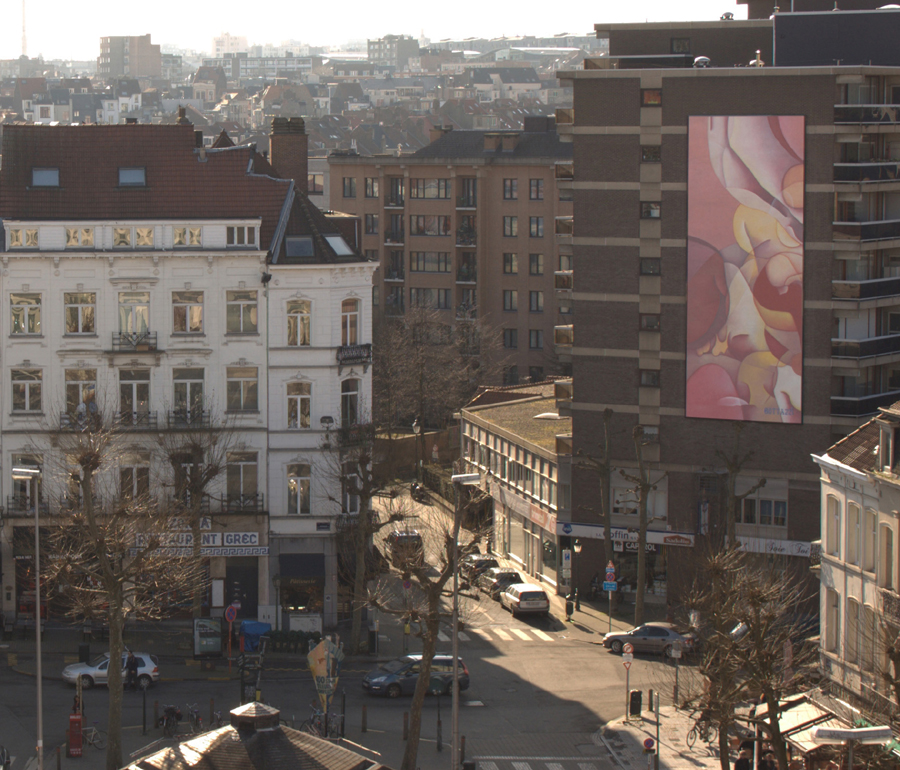
Peinture de Guillaume Bottazzi à Bruxelles, quartier Européen (2015).

### États-Unis
En 1921, l'artiste américaine Blanche Grant réalise des peintures murales pour l'église presbytérienne de Taos (Nouveau-Mexique). Quelques années plus tard, le Mexicain Diego Rivera travaille sur les murs de Détroit et (mais la peinture fut retirée) au Rockefeller Center de New York. Dans les années 1930, des commandes affluent dans le cadre du programme Federal Art Project.
De jeunes artistes développent cette pratique à partir des années 1960-1970, notamment à Los Angeles ou à New York. Jean-Michel Basquiat a peint et dessiné des graffitis dans cette dernière ville dans les années 1980.
À Philadelphie, 3 000 fresques ornent les murs des bâtiments. Dans les années 1990, afin d'endiguer la prolifération des graffitis, le conseil municipal décida de céder quelques murs aux tagueurs. Plusieurs façades devinrent aussitôt des terrains d'expression pour les graffeurs et les peintres, encouragés par le Mural Arts Program (MAP). Les fresques représentent des paysages, des personnalités de la culture populaire, dans un style s'apparentant à l'hyperréalisme et à Diego Rivera. La plus grande de ces fresques s'intitule Common Thread : réalisée par Meg Saligman, elle est peinte sur un bâtiment de huit étages. Legacy de John Sarantis, a coûté quelque 250 000 dollars. Il existe un circuit touristique pour admirer ces fresques.

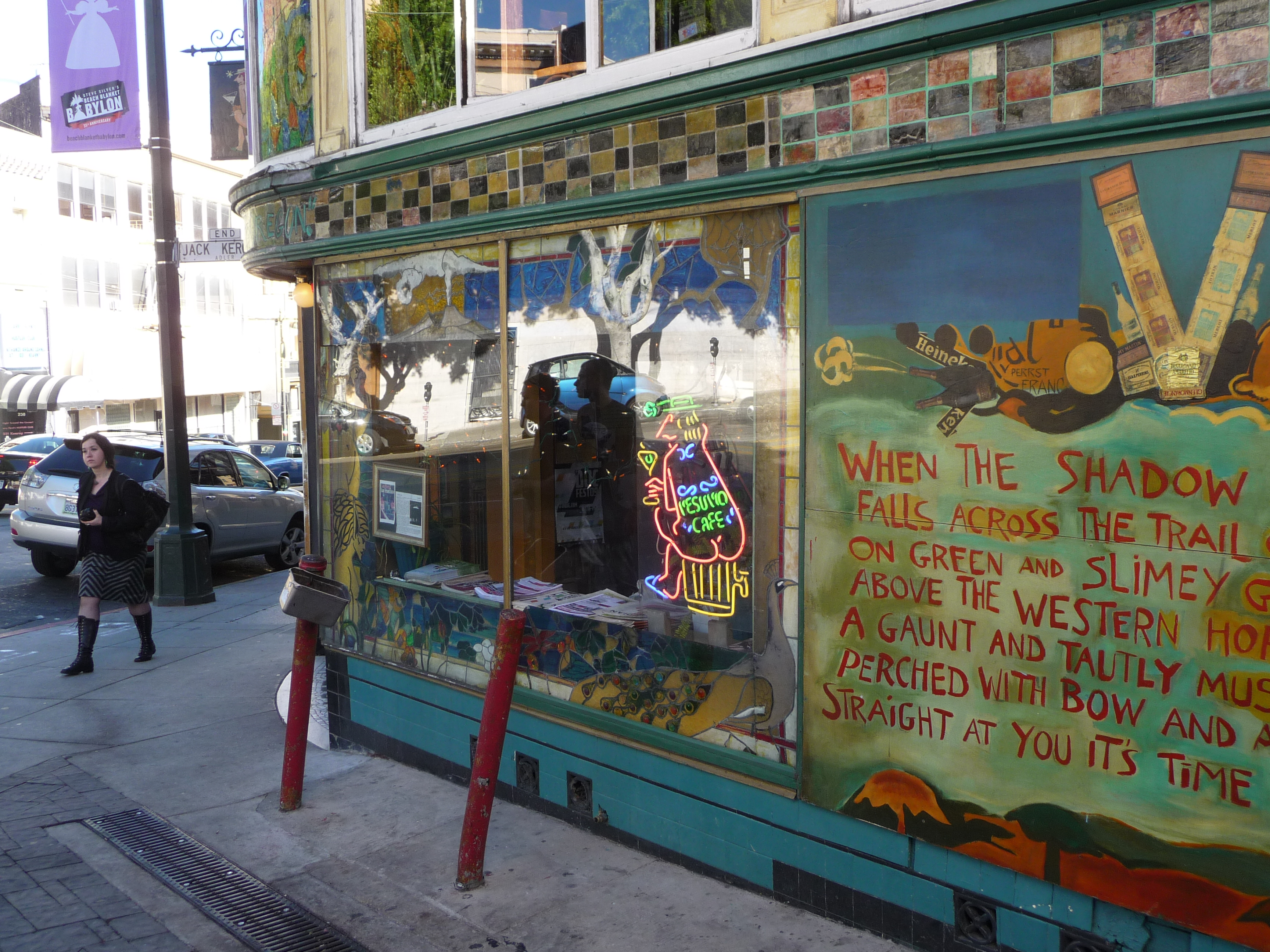
Peinture murale et entrée du Vesuvio Cafe à North Beach, San Francisco.

Le quartier de Short North à Columbus (Ohio) est connu pour ses grandes fresques murales.

### France
- Grenoble : de nombreuses fresques murales sont créées dans l'agglomération grenobloise à l'occasion du Grenoble Street Art Fest, manifestation organisée chaque année depuis 2015.
- Lyon : de nombreuses fresques, pour la plupart en trompe l'œil, entre autres La fresque des Lyonnais sur les bords de la Saône, Le mur des Canuts et la fresque Lumière réalisées par la Cité de la création. À voir aussi, au quartier des États-Unis, les fresques dédiées à Tony Garnier, grand architecte lyonnais et de nombreuses autres fresques murales, comme la seule peinture abstraite de cet ensemble, réalisé par Guillaume Bottazzi en 2006.
- Toulouse : de nombreuses peintures murales et graffitis célèbres enrichissent les murs de Toulouse depuis les années 1990. Mademoiselle Kat, Miss Van et Fafi sont graffeuses dans la ville rose.
- Paris : Les bâtiments publics et églises sont souvent décorés de peintures murales de techniques variées: Petit Palais, Sorbonne, Théâtre des Champs-Élysées, église Saint-Sulpice, Opéra, Hôtel de Ville, etc. De nombreux trompe-l'œil et pochoirs ornent les murs de la capitale. La période de mai 1968 a vu l'éclosion de multiples graffitis contestataires et de peintures sur les murs, notamment, de Paris et de la Sorbonne. Le quartier de La Défense, parmi ses 70 œuvres monumentales, expose trois peintures monumentales réalisées par Guillaume Bottazzi[25], Jean Dewasne[26] et Catherine Feff[27].
- De nombreuses petites villes telles que Chanceaux-près-Loches, Martigues, Montrichard, Chaunay, Francaltroff, Longeville-lès-Saint-Avold, L'Hôpital (Moselle) ou encore Clussais-la-Pommeraie sont ornées de peintures murales contemporaines.
- Des peintures sur la culture traditionnelle, à Arles-sur-Tech, en Vallée du Tech, dans le Vallespir.
- Des peintures murales romanes peuvent être trouvées dans de nombreux édifices religieux en France, comme à Jaleyrac dans le Cantal.
- Des peintures pariétales sont présentes à la grotte de Lascaux, Grotte Chauvet, etc.

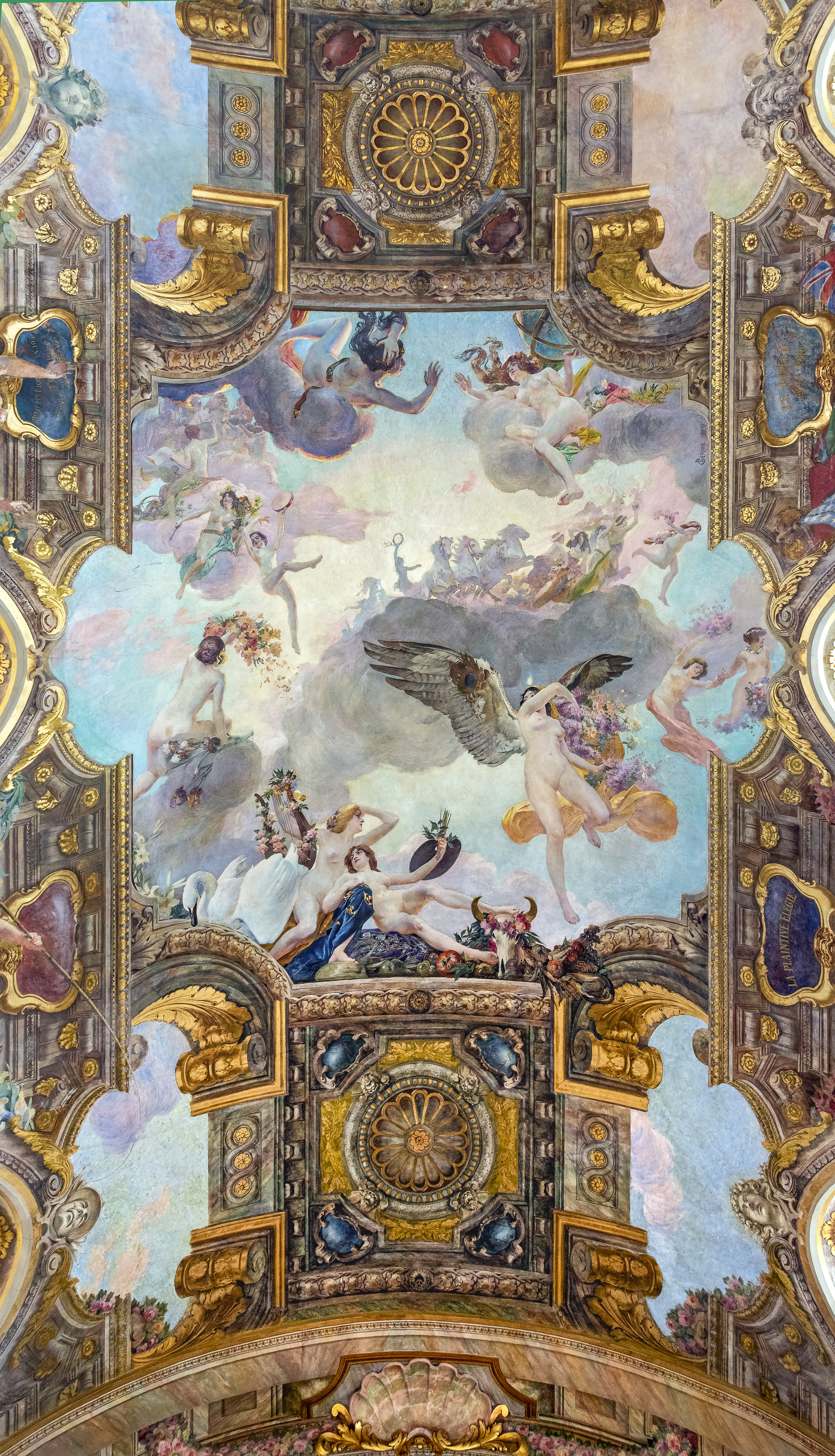
Salle des illustres. Paul Gervais. Le Capitole, Toulouse.
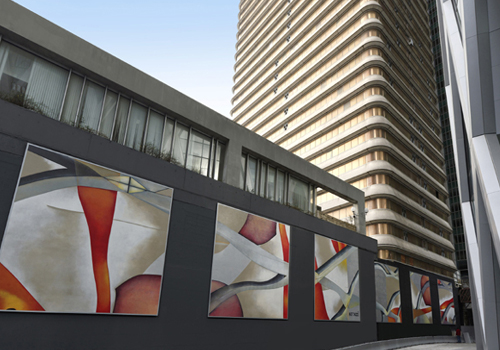
Tableau de 216 m² réalisé par Guillaume Bottazzi à Paris La Défense.
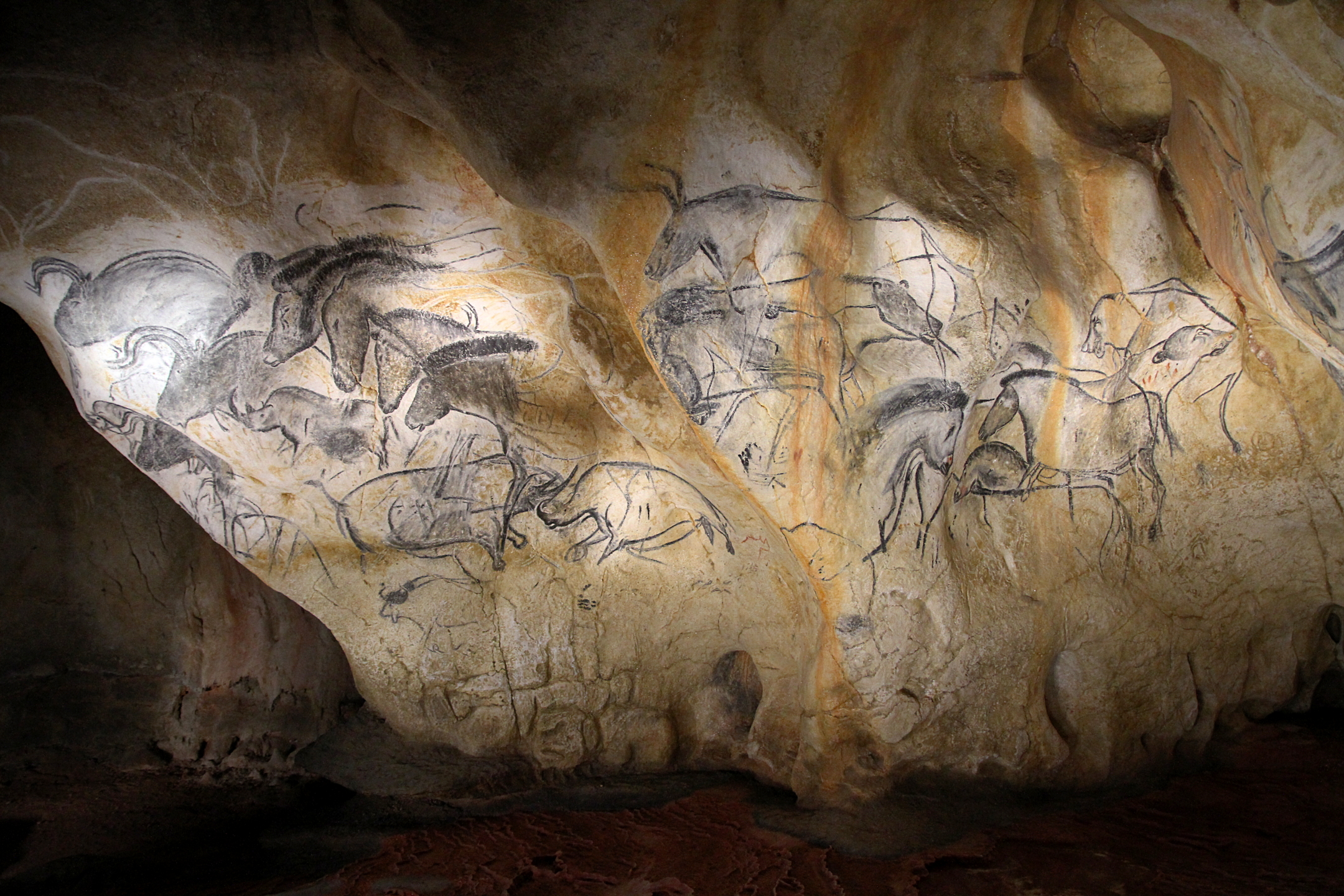
Grotte Chauvet, peinture pariétale
Mademoiselle Kat. Toulouse, rue de la Pomme.
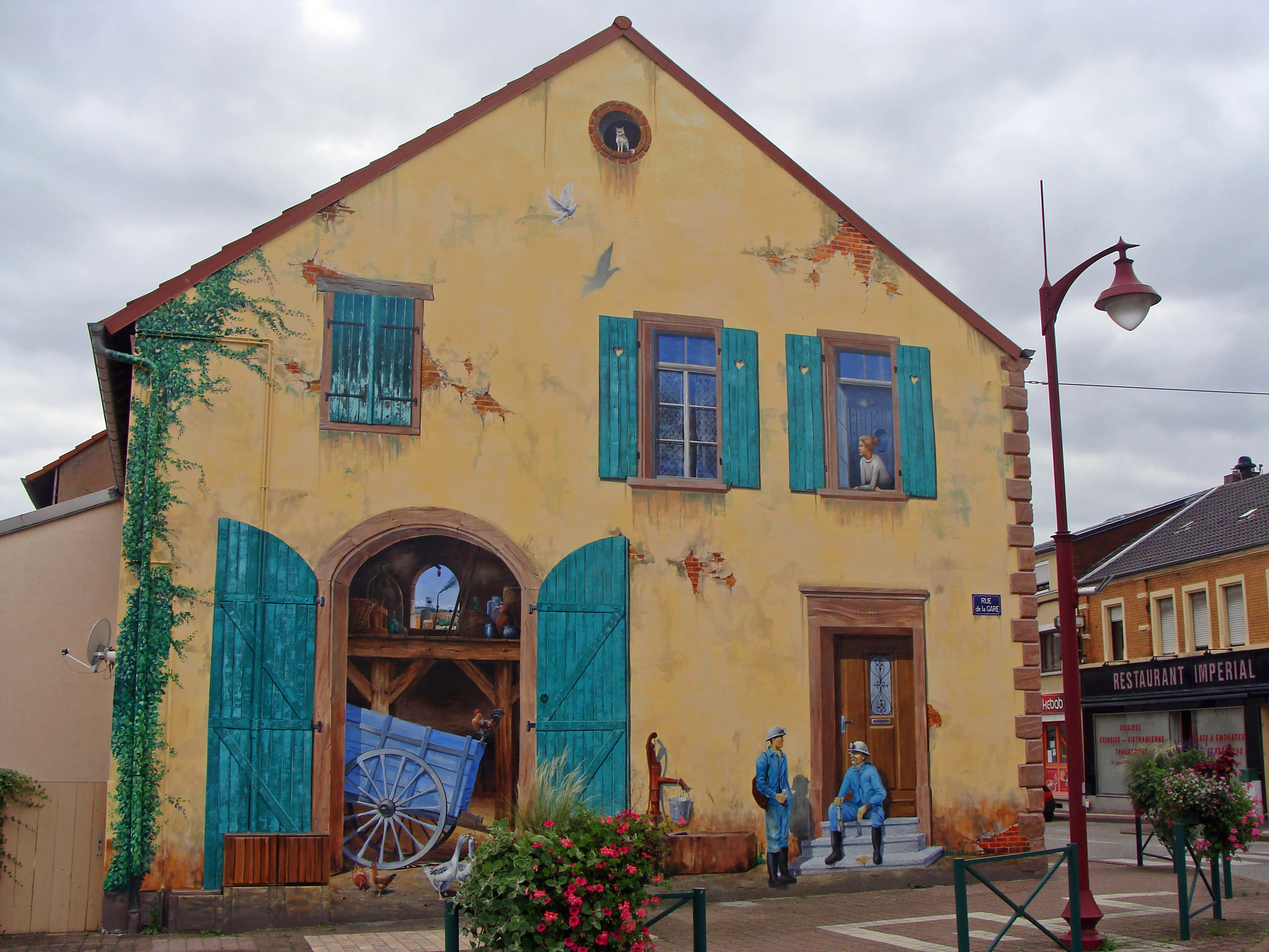
Peinture murale d'Éric Haven à L'Hôpital (Moselle).
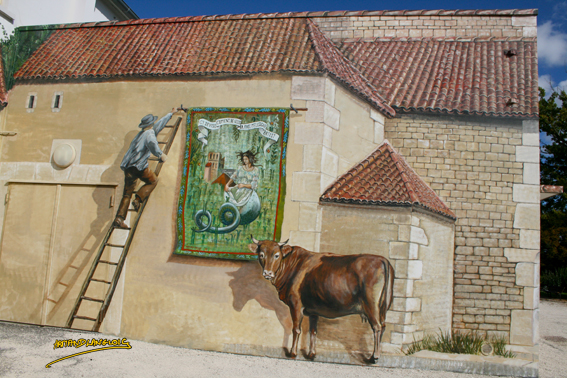
Clussais-La légende de Mélusine-fresque d'Armand Langlois.
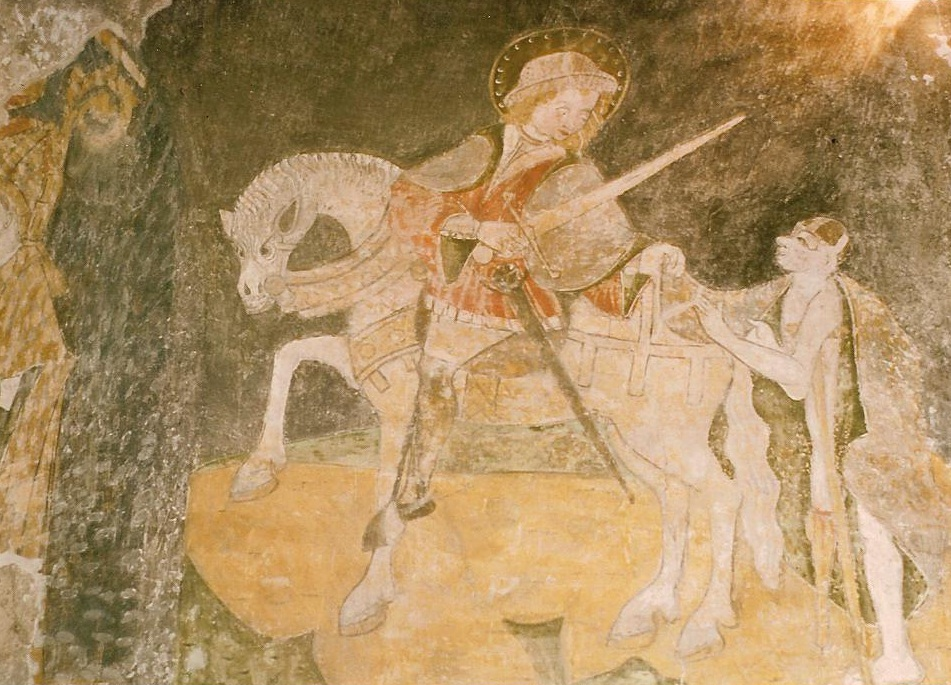
Saint Martin partageant son manteau avec un pauvre à Jaleyrac.

#### Guyane française
À Kourou, au Centre Spatial Européen, deux peintures murales ont été réalisées par le peintre muraliste belge Claude Rahir en 1985, à l'occasion du lancement de la sonde Giotto par une fusée Ariane 1 en vue de l'exploration de la comète de Halley : Le lancement de Giotto, 12 × 4 mètres et La comète de Halley, 15 × 7 m. Le nom de Giotto rend hommage au peintre italien qui semble avoir représenté la comète de Halley sur son Adoration des mages, peinte en 1303-1304.

### Irlande du Nord
En Irlande du Nord, les peintures murales (murals) font partie du paysage des villes et des villages. Chaque communauté a sa spécificité bien que l’on retrouve des thèmes communs. Les peintures murales Nord-Irlandaises font l'objet de visites guidées menées par d'anciens militants, à Belfast et Londonderry.
Fresques loyalistes
La première fresque loyaliste a été peinte à Belfast autour de 1908. L’exécution des fresques loyalistes faisait partie des festivités du 12 juillet, jour de la commémoration de la Bataille de la Boyne, occasion pour la population protestante de réaffirmer sa loyauté à la couronne d’Angleterre et sa suprématie sur la population de confession catholique.
Le nombre de murals loyalistes a décliné dans les années 1970 pour reprendre dans la deuxième moitié des années 1980, notamment autour de thèmes militaristes nécessaires à la propagande des groupes paramilitaires loyalistes.
Cependant, d’autres thèmes sont abordés depuis la fin des années 1990 : historiques, culturels ou encore liés à l’actualité politique.
Fresques républicaines
Les premières fresques républicaines apparaissent dans un contexte de lutte et de censure.
À partir de la fin des années 1970, au moment de la lutte des prisonniers pour un statut politique, les républicains ont commencé à peindre des slogans sur les murs comme moyen de soutien et de propagande.
De manière générale, même si dans un premier temps, les fresques en l’honneur des membres de la PIRA (Armée républicaine irlandaise provisoire) et des prisonniers ont continué à apparaître, dans la deuxième partie des années 1980 et les années 1990, les thèmes utilisés dans les murals républicains ont été les suivants : l’histoire, la culture, les solidarités internationales, les réactions aux sujets d’actualité.
Il existe en permanence environ trois cents murals en Irlande du Nord. L'étendue et sa diversité de cette pratique de « propagande murale » n’ont pas d’équivalent en Europe.

### Italie
De nombreuses peintures ont été effectuées sur l'île de Sardaigne à partir de la deuxième moitié du XXe siècle. On trouve ces fresques murales sur les murs des villes ou sur des rochers avec des couleurs pastels et assez tristes, des visages profonds où l'on peut remarquer un peuple sarde fortement touché par l'histoire. Le message qu'elles transmettent est souvent de nature politique, mais peut être également historique ou citoyen.
Les premières apparurent à San Sperate, au sud, puis le phénomène essaima et se développa particulièrement à Orgosolo, dans les montagnes du centre. Ce village compte à lui seul 400 murales, dont bon nombre ont été réalisés, souvent dans un style inspiré par Picasso, par Francesco Del Casino et ses élèves. Les peintures portent sur la vie du village ou sur des thèmes politiques : luttes d'ouvriers et de bergers, contestation contre le nucléaire ou les occupations militaires (de l'OTAN, des États-Unis). Le mouvement se poursuit aujourd'hui grâce à des artistes sardes, allemands, français.
La désobéissance civile a été utilisée à plusieurs reprises par les paysans, en particulier du Larzac dans leur lutte contre l'extension du camp militaire entre 1971 et 1981, mais également un peu plus tôt par les agriculteurs résistant au projet de super-station de ski à Cervières (Hautes-Alpes), ou les bergers du village sarde d'Orgosolo, contraints de transférer leur bétail à cause d'un champ de tir ce qui relance la peinture murale dans une soixantaine de villages où avait lieu la transhumance en Sardaigne. Le « mouvement muraliste », porté par cette révolte des bergers sardes, a pris l'allure d'une importante attraction pour les visiteurs de la région, contribuant au tourisme en Sardaigne.
Dans la région du Frioul-Vénétie Julienne, les peintures murales sont appelées murales. Le village de Bordano est connu notamment pour ses représentations de papillons.

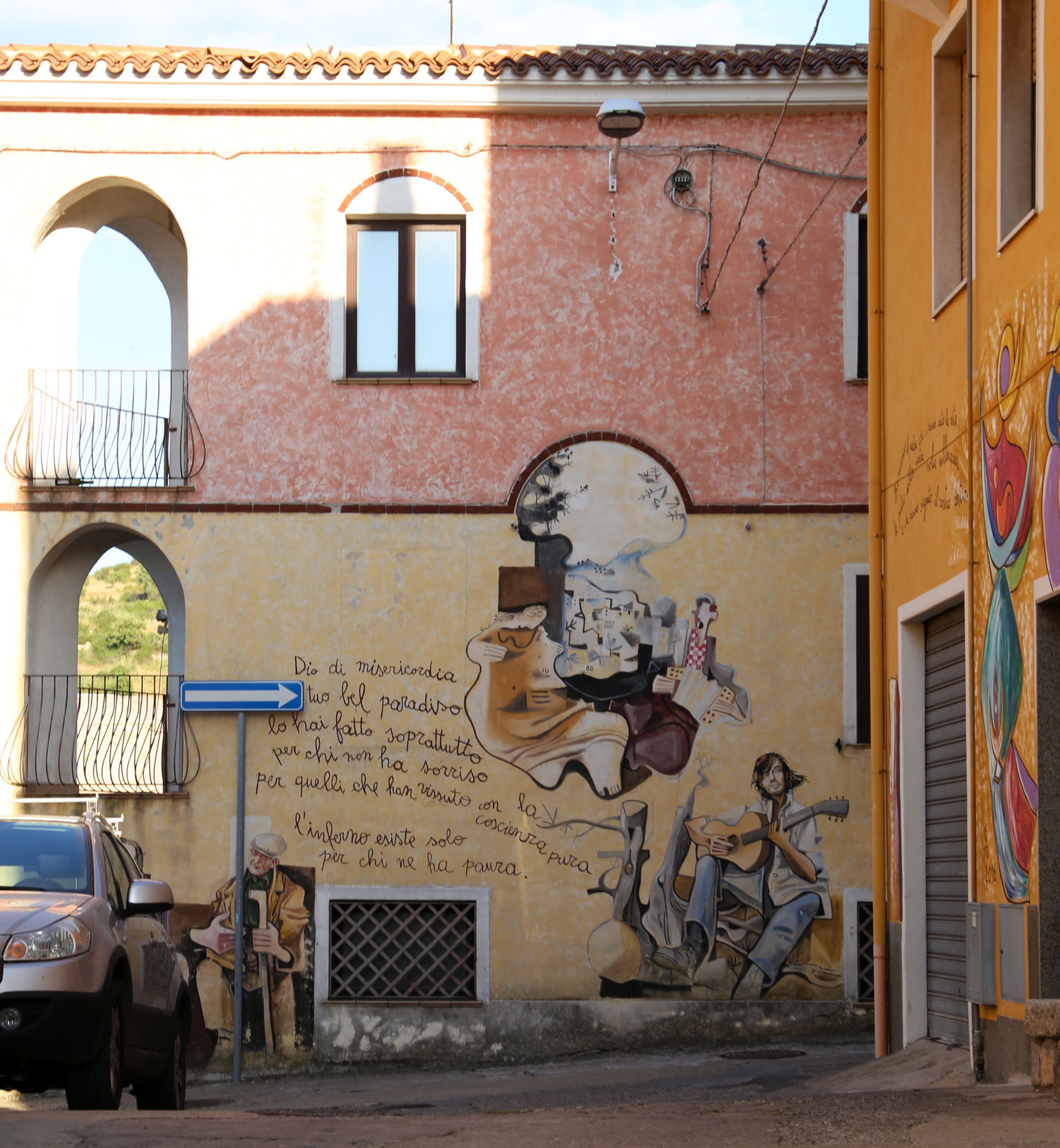
Murale politique à Orgosolo, Sardaigne.
Murale dédiée à Grazia Deledda et Maria Carta à Montresta, Sardaigne.
Murale de Bordano, Frioul-Vénétie Julienne.

### Jamaïque
Kingston, University of The West Indies : 2 murales (325 m2 et 74 m2), l'une sur le bâtiment administratif, l'autre sur le bâtiment des Mass communications, réalisées par peintre belge Claude Rahir en 1976, avec l'aide de deux étudiants, Doreen Kong et Boos Ramsay.

### Japon
La plus grande peinture du Japon a été réalisée par l'artiste français Guillaume Bottazzi pour le Musée d'Art Miyanomori, à Sapporo, en 2011. Cette œuvre de 900 m2 recouvre tous les murs de ce musée qui abrite la plus grande collection des artistes Christo et Jeanne Claude.
Wakamatsu : peintures murales sur le thème de la conquête de l'espace, 2 × (41 × 7,5 m) sur un château d'eau, par le muraliste belge Claude Rahir, 1987, avec l'aide de l'artiste japonais Ire Tatsuya.

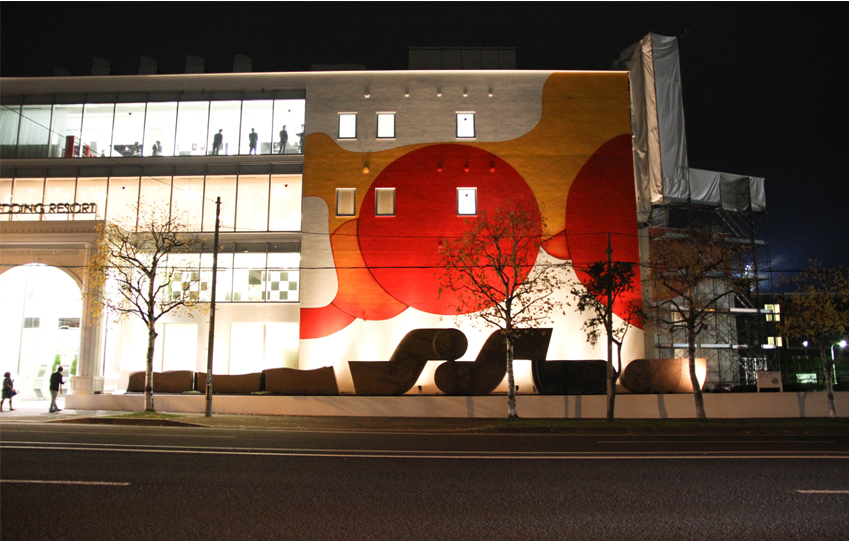
Peinture de 900 m2 par Guillaume Bottazzi, musée d'Art Miyanomori, Japon.

### Luxembourg
En 2018 à Luxembourg, les artistes contemporains Dorothée Louise Recker, Lise Stoufflet, Kosta Kulundzic, Gaëtan Henrioux, Axel Sanson et Valentina Canseco ont peint in situ 12 fresques dans le parking souterrain du Royal Hamilius, un bâtiment conçu par l’architecte Sir Norman Foster,.

### Mexique
La peinture murale est une véritable institution au Mexique[citation nécessaire]. Partout dans le pays, aussi bien dans les villes que les petits villages isolés, le visiteur remarquera la qualité et la variété des œuvres réalisées qui tournent autour de trois axes principaux : la religion, la politique... et la publicité.
Même les plus grandes marques, comme Coca-Cola, y ont recours[réf. nécessaire] Souvent, l'artiste signe sa réalisation et indique son numéro de téléphone pour trouver de futurs clients. Peindre les murs plutôt que d'utiliser des affiches en papier s'explique simplement par le fait que le papier coûte cher[citation nécessaire] au Mexique et que la peinture résiste bien mieux aux intempéries[citation nécessaire].
Les deux muralistes mexicains les plus connus sont Diego Rivera, qui réalisa à partir des années 1920 des peintures portant sur des thèmes politiques - Palais présidentiel de Mexico - et visant à créer un « style mexicain » combinant l'art mexicain indigène avec les influences modernes venues d'Europe, et David Alfaro Siqueiros, qui évoque des thèmes plus engagés et réalisa de nombreuses œuvres « édifiantes » pour le gouvernement - École Nationale Préparatoire de Mexico, École d'Agriculture de Chapingo - ou pour des institutions comme le « Portrait de la bourgeoisie » peint en 1939 pour la Maison des syndicats de Mexico.

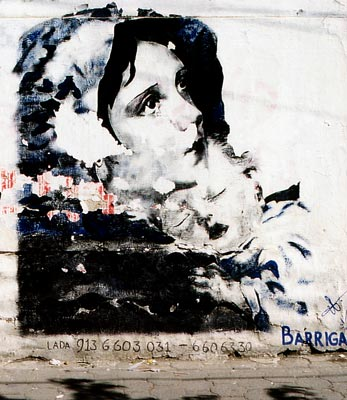
Peinture murale à Chapala.
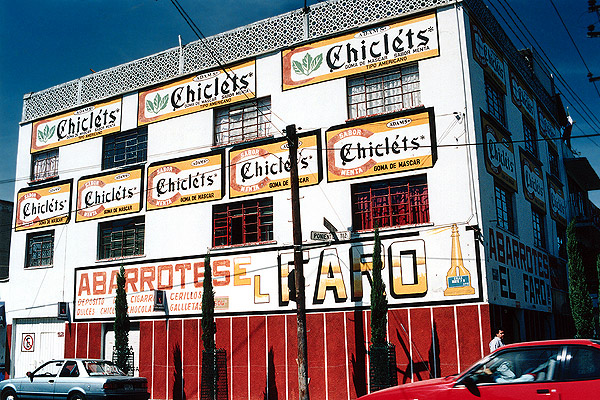
Peinture publicitaire à Mexico.
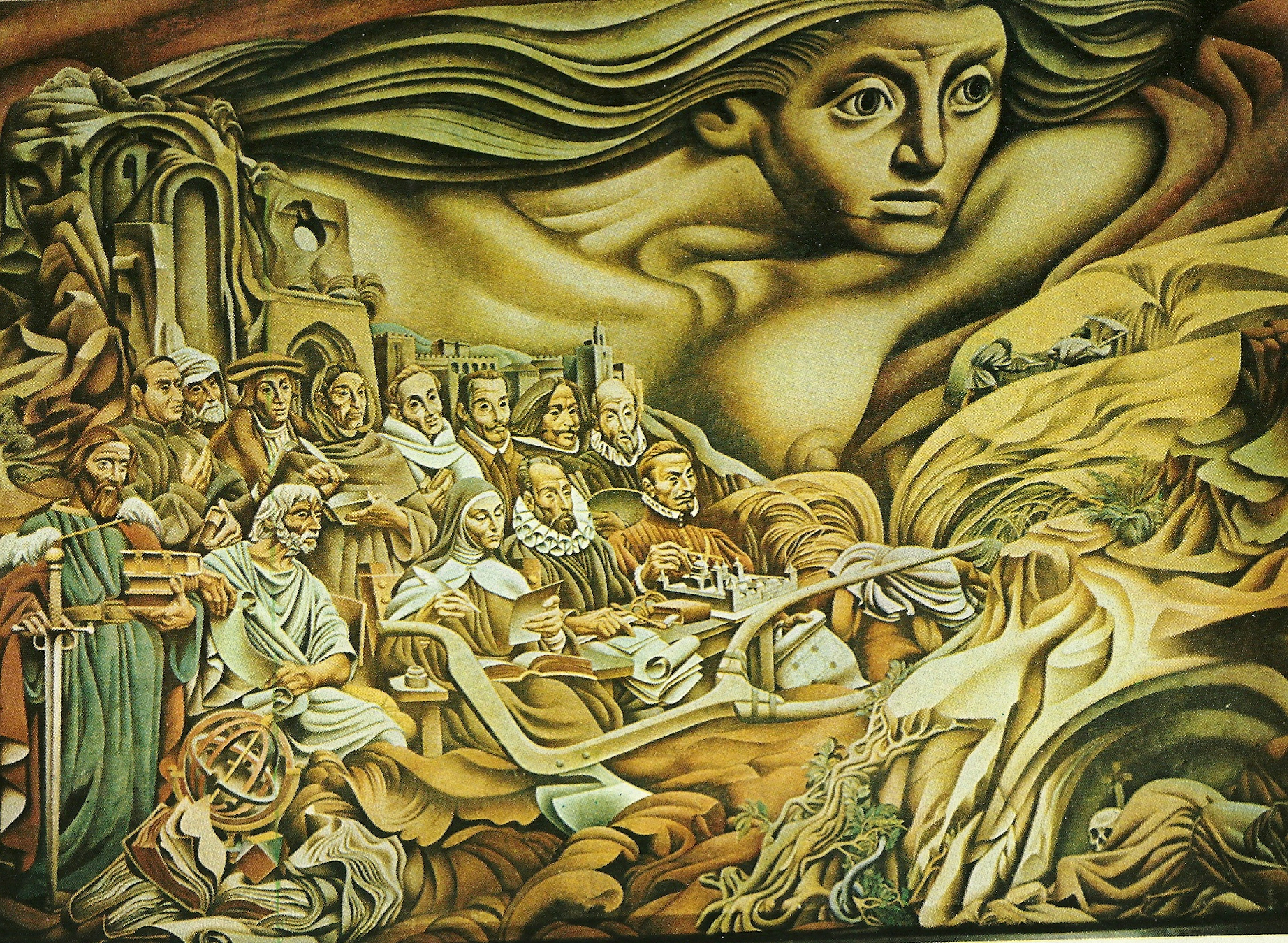
Détail de la peinture murale La Hispanidad de Josep Renau, situé au Casino de la Selva, à Cuernavaca (Mexique).

### République tchèque
À Prague, en face du palais Bucquoy, siège de l'ambassade de France, le « mur John Lennon » abrite depuis les années 1980 le portrait du célèbre chanteur, régulièrement effacé par la Sécurité d'État, tout aussi régulièrement repeint et graffité par de jeunes contestataires, il devient l'un des symboles de la dissidence politique et de la rébellion artistique contre la normalisation en Tchécoslovaquie. Il a survécu à la chute du Mur de Berlin et à la Révolution de Velours et est désormais « entretenu » par les touristes qui ne manquent pas d'y laisser une marque de leur passage. On est passé du Politique au Postmodernisme…

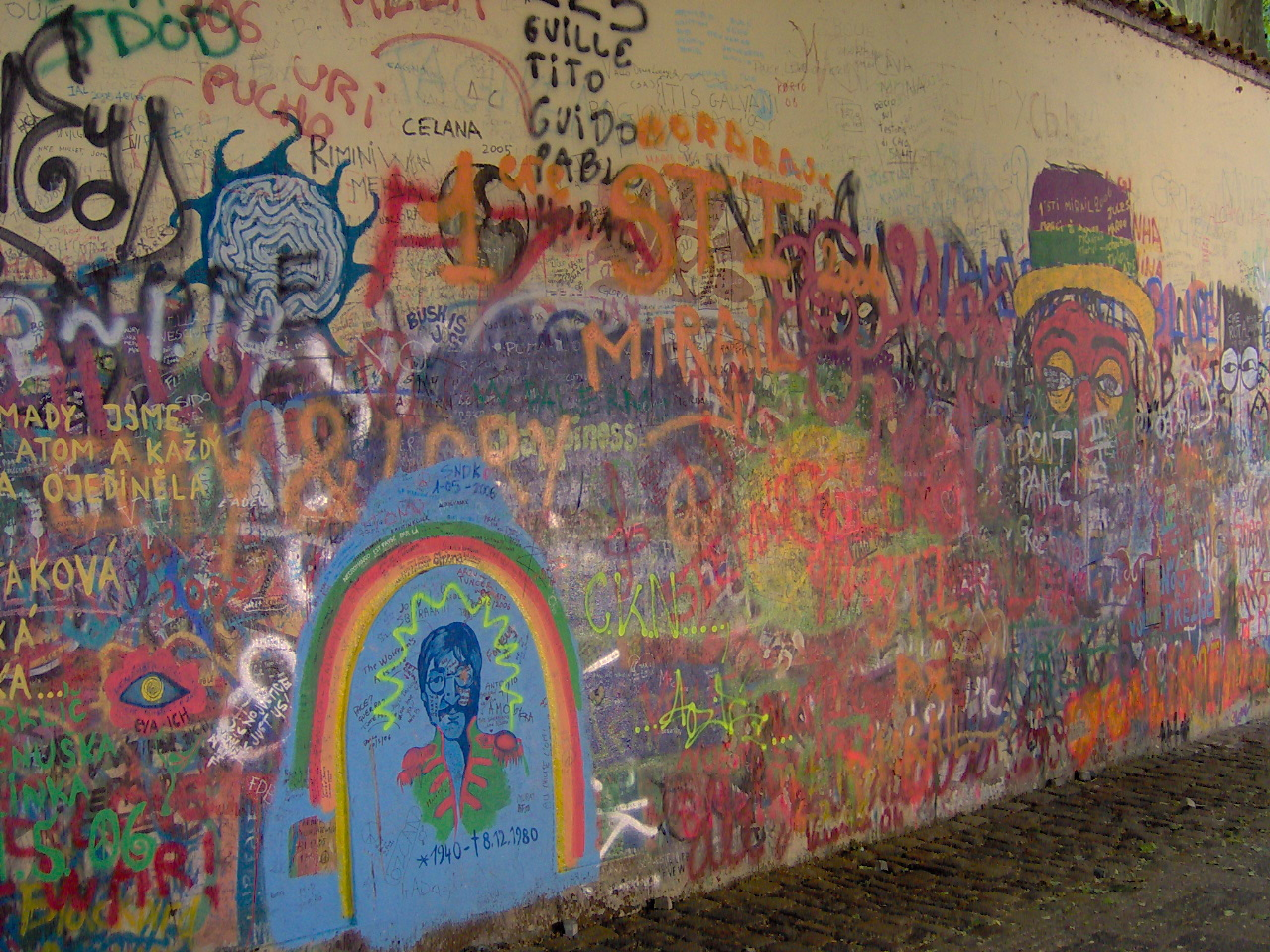
Le mur John Lennon dans le quartier de Malá Strana.
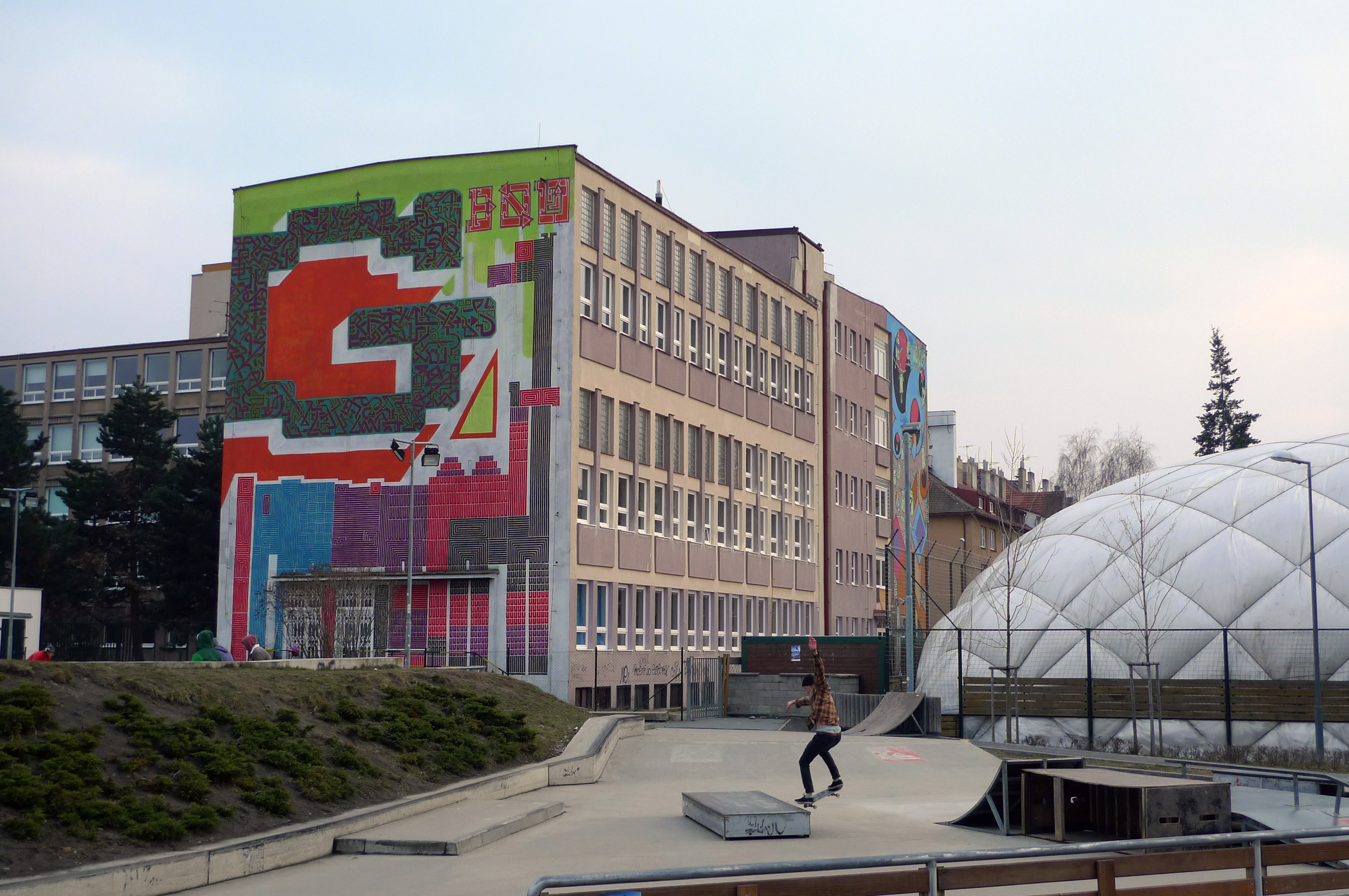
Graffiti mural, Prague 10, 2012.

### Sénégal
Le mouvement Set Setal a poussé à la fin du XXe siècle de nombreux jeunes et enfants à peindre sur les murs de la capitale, Dakar.

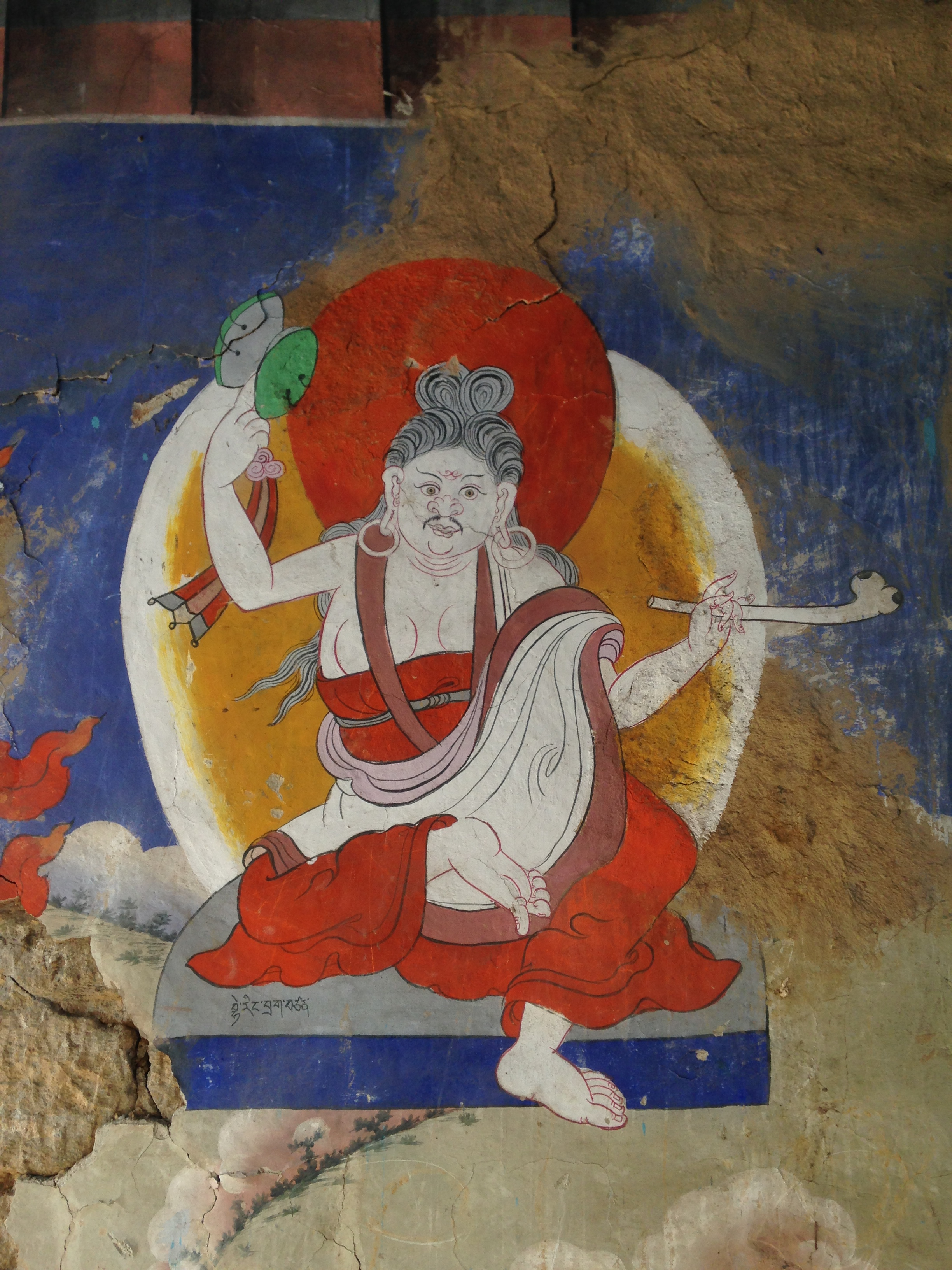
Détail de peinture murale dans l'ancien monastère de Ringhim (détruit), Nord Sikkim (photo 2014).

### Sikkim
Le Sikkim est un État indien situé entre le Népal et le Bhoutan. Il compte de nombreux monastères bouddhistes très souvent ornés de peintures murales peintes traditionnellement aux pigments mélangés à la colle animale sur enduit de terre crue, et plus récemment peintes à l'acrylique directement sur enduit de béton ou sur toile de coton marouflée.
Le peintre le plus célèbre du Sikkim est Barmiok Lharip (XXe siècle). Ces peintures peuvent encore être vues au Tsuglakhang à Gangtok, à l'Institut Namgyal de tibétologie à Gangtok et au monastère de Pemayangtse près de Pelling.
Les peintures murales les plus anciennes du Sikkim sont probablement celles du temple de Silnon au Sikkim occidental. Elles datent du XVIIe siècle et ont été déposées dans les 1980 sur un support synthétique par des restaurateurs indiens au laboratoire de Lucknow. Aujourd'hui, les peintures sont entreposées sommairement dans le temple de Silnon. Une dépose a également été effectuée sur les peintures murales du monastère de Phodong.
D'autres peintures murales remarquables du Sikkim sont celles du Mani Lakhang de Lachen (fin XIXe siècle), du Mani Lakhang et du temple principal de Lachung (en) dans le Sikkim du nord.
À la suite du tremblement de terre de 2011, de nombreuses peintures murales ont été endommagées et beaucoup ont disparu dans l'ensemble du Sikkim, comme les peintures murales du monastère de Ringhim (en) (Nord Sikkim).

### Suisse
Dès 1985, Carolus, alias de Carol Gertsch, réalise de nombreuses peintures murales à La Chaux-de-Fonds et plus d'une centaine à travers le monde.